# Lance Mungia
Lance Mungia (nascut el 1972) és un guionista i director de cinema estatunidenc de la pel·lícula Six String Samurai i director i coguionista de The Crow: Wicked Prayer per Dimension Films.
Mungia també va escriure i dirigir el curtmetratge Garden for Rio, produït a la Loyola Marymount University, on va assistir com a estudiant de cinema.